# Myrtea flabelliformis
Myrtea flabelliformis is een tweekleppigensoort uit de familie van de Lucinidae. De wetenschappelijke naam van de soort is voor het eerst geldig gepubliceerd in 1932 door Prashad.